# Opsada pasargadskog brda
Opsada pasargadskog brda (550. pr. Kr.) bila je jedna u nizu bitaka između Medijaca predvođenih Astijagom i Perzijanaca pod vodstvom Kira Velikog tijekom Perzijskog ustanka.

## Pozadina
Nakon herojskog otpora u bitci kod perzijske granice, Kir Veliki i Oebar povukli su se u planine kod Pasargada, gdje su blokirali sve uske klance koje vode u Perziju. Sa sobom su poveli i sve perzijske muškarce, žene, djecu i starce. Oebar je odlučio branili prolaze s 10.000 teških pješaka, a postavio je snage i na ceste koje su vodile u Perziju što je trebalo onemogućiti medijsko napredovanje. Istovremeno, medijski kralj Astijag odlučio je pronaći prolaz kroz planine i tako okružiti Perzijance, no to je bilo vrlo teško budući kako je planina visoka, litice strme, a prolazi zapriječeni velikim kamenim zidovima.
Oko 100.000 Astijagovih medijskih vojnika odlučilo se penjati uz strmu planinu i tako iznenaditi Kira i perzijske civile. Medijci su potom okružili uzvisinu, nakon čega su napali prolaze koje su čuvali teško naoružani Perzijanci. Ipak, konfiguracija terena onemogućila je da medijska brojčana prednost dođe do izražaja. Istovremeno, ostatak medijskih trupa probijao se kroz gustu šumu hrastova i divljih maslina, te su nakon mukotrpnog proboja uspjeli dosegnuti perzijsku vojsku.

## Bitka
Prema Maxu Dunckeru:

„Perzijanci su se ipak hrabrije borili; na jednom mjestu napredovao je Kir, dok je na drugom vojnike vodio Oebar koji ih je poticao na borbu uvjeravanjem da ne smiju dopustiti da Medijci masakriraju njihove obitelji. Stoga, krenuli su u fanatičan napad i nakon što su ostali bez kopalja, počeli su masovno bacati stijene...“

Medijci nisu izdržali odlučan perzijski protuudar, pa se njihova vojska povukla. Perzijanci su se vratili na uzvisinu gdje su očekivali još jedan medijski napad. Okruženi i bez izlaza, Kir Veliki našao se u nezavidnom položaju i počeo se moliti:

„On je zapalio okolne čemprese i lovore, kao simbol žrtve čovjeka koji je u nevolji odnosno očajnim okolnostima. Zatim su uslijedile munje i bljeskovi; Kir je duboko potonio u molitvu, dok su iznad letjele ptice kao predskazanje kako će se opet vratiti u Pasargad...“

Perzijanci stacionirani na brežuljku znali su kako se sprema odlučujuća bitka protiv nadmoćnije medijske vojske, te kako će se o sudbini Perzije odnosno o budućnosti njihovog naroda odlučivati sljedećeg jutra. Prema drevnim izvorima, pojava ptica iznad Kira koji se molio protumačen je kao pozitivan znak što ih je tješilo uoči konačnog obračuna.
Idućeg jutra Medijci su pokrenuli odlučan napad, a Perzijanci su se nezaboravno borili što je impresioniralo i samog medijskog vladara Astijaga koji se bojao kako će iscrpiti svoje goleme snage. Prethodno, stacionirao je 50.000 vojnika u dolini oko brežuljka i naredio im da ubiju sve one koje se pokušaju spustiti:

„...Astijag je postavio 50.000 vojnika pri dnu planine oko koje se vodila borba, i zapovjedio im da pogube sve one koji pokušaju pobjeći...“

Ipak, medijski vojnici nisu bili u mogućnosti pobjeći s bojišta, nego su se borili žestoko kao nikada prije. Perzijanci su bili brojčano i tehnološki nadjačani, što je izazivalo paniku u Kirovim redovima; odlučili su se vratiti na vrh brežuljka gdje su bile njihove žene s djecom. Kada su Perzijanke vidjele kako su se njihovi muževi povukli, trčale su im u susret i očajnički im zavapile:

„Kukavice, zar mislite odletjeti odavde, ili puzati u zagrljaje onih koje su vas rodile?“

Nakon tih riječi, perzijski vojnici bili su posramljeni, i shvatili su za koje se vrijednosti bore; svoje žene, djecu i domovinu. To im je navodno dalo hrabrost, pa su se fanatično vratili na bojište gdje su ih na padinama čekali medijski vojnici, te ih teško porazili:

„...Perzijanci su se okrenuli, napali Medijce na obroncima planine, te pobili njih 60.000...“

Perzijske žene prema ovim povijesnim dokumentima smatraju se presudnima za ishod bitke, te su bile nagrađene za njihov poticaj. Plutarh navodi:

„Plač i očaj žena dovelo je do prekretnice u bitci, pa je zbog toga Kir donio zakon prema kojem kada god kralj dođe u Pasargad, svaka žena mora dobiti komadić zlata. Artakserkso III. pokušao je izbjeći taj zakon, a kada je Aleksandar Makedonski dvaput posjetio grad, poklonio je dvostruku sumu svim ženama koje su imale djecu.“

Kir je ponovno pobijedio Medijce, te je zauzeo njihov logor. Kada je došao u napušteni Astijagov štator pronašao je razne predmete najmoćnijeg vladara svijeta iz tog doba. Oebar je potom okrunio Kira za novog kralja, uz riječi:

„Ti si je više dostojan nositi; to je plod tvojih vrlina, i jamstvo da će Perzijanci vladati nad Medijcima.“

Nakon toga, svi narodi nekad podređeni Medijcima prhvatili su Kira za svog kralja. Neizmjerna bogatstva pronađena u medijskim šatorima pod nadzorom Oebara premještena su u perzijski grad Pasargad.

## Posljedice
Glasine o perzijskoj pobjedi dosegle su sve strane carstva:

„Nije bilo potrebno previše vremena da se vijest o porazu Astijaga raširi zemljom, nakon čega su ga napustili većina naroda i njihovih vladara. Prvi među njima bili su Hirkanijci koji su priznali legitimitet Kira kao kralja i pomogli mu sa 50.000 ljudi, nakon čega su isto učinili i Parti, Saki, Baktrijci, te drugi narodi, koji su žurili pristići prije ostalih“

Ovom velikom pobjedom Kir Veliki nije samo spasio Perziju i sudbinu perzijskog naroda, već je i stvorio temelje za prvo veliko carstvo koje nije imalo premca nikada ranije u povijesti, čega vjerojatno uoči same bitke nije bio ni svjesan. Ipak, Kir je imao još jednu prepreku na putu do stvaranja Perzijskog Carstva; neki Medijci ostali su lojalni Astijagu, stoga rat još nije bio završen.
Bitka kod pasargadskog brda ima veliki značaj u povijesti budući kako se odlučivalo o sudbini perzijskog naroda koji je bio pred potpunim uništenjem, no njihova pobjeda omogućila im je ne samo opstanak već i preuzimanje dominacije Iranom koja traje već preko 2500 godina; Perzijanci danas čine 51 % iranske populacije, a njihova kultura dominira većim dijelom regije.

## Poveznice
- Perzijski ustanak
  - Bitka kod Hirbe
  - Bitka kod perzijske granice
  - Bitka kod Pasargada
- Ahemenidsko Perzijsko Carstvo
- Ahemenidska dinastija
- Kir Veliki
- Perzijanci
- Astijag
- Medijci

### Antička djela
- Ktezije: „Persica“
- Diodor sa Sicilije: „Knjižnica“ (Ιστορικη Βιβλιοθήκη)
- Nikolaj iz Damaska: Fragmenti djela
- Strabon: „Povijest“ (XV 3.8)

### Moderna djela
- Max Duncker: „Povijest antike“ (The History of Antiquity), Richard Bentley, London, 1881., str. 351. – 352.
- George Rawlinson: „Sedam velikih monarhija antičkog Istoka“ (The Seven Great Monarchies of the Ancient Eastern World), New York, izdavač: John B. Eldan Press, 1885. (reizdanje 2007.), str. 121. – 123.
- M. A. Dandamaev: „Politička povijest Ahemenidskog Carstva“ (A Political History of the Achaemenid Empire), prevoditelj: W. J. Vogelsang, izdavač: BRILL Press, 1989., str. 16. – 17.
- W. B. Fischer, Ilya Gershevitch i Ehsan Yarshster: The Cambridge History of Iran, izdavač: Cambridge University Press, 1. svezak, 1993.

## Vanjske poveznice
- Opsada pasargadskog brda (PDF format)
- George Rawlinson: „Sedam velikih monarhija antičkog Istoka“ (The Seven Great Monarchies of the Ancient Eastern World), 3. od 7 svezaka - Medija